# Love of Kill
Love of Kill (殺し愛, Koroshi ai) est un shōjo manga de Fe, prépublié dans le magazine Monthly Comic Gene entre octobre 2015 et janvier 2023 et publié par l'éditeur Media Factory en un total de treize volumes reliés. La version française est éditée par Dupuis sur le label Vega.
Une série dérivée intitulée After the File est prépubliée dans le même magazine entre mai 2023 et février 2024 et publiée en tant que 14e volume de la série.
Une adaptation en série d'animation de douze épisodes produite par Platinum Vision est diffusée au Japon entre le 13 janvier 2022 et le 31 mars 2022.

## Personnages
Chateau Dankworth (シャトー・ダンクワース, Shatō Dankuwāsu)
Voix japonaise : Mikako Komatsu (drama CD), Saori Ōnishi (anime)
Song Ryang-ha (ソン・リャンハ, Son Ryanha)
Voix japonaise : Koji Yusa (drama CD), Hiro Shimono (anime)
Euripedes Ritzland (エウリペデス・リッツラン, Euripedesu Rittsuran)
Voix japonaise : Kenjiro Tsuda (en) (drama CD), Kenyu Horiuchi (anime)
Indian (インド人, Indo-jin)
Voix japonaise : Tetsuya Kakihara (drama CD), Kōhei Amasaki (anime)
Hou (ホー, Hō)
Voix japonaise : Tomoaki Maeno (en) (anime)
Donny (ドニー, Donī)
Voix japonaise : Hōchū Ōtsuka (anime)
Jinon (ジノン)
Voix japonaise : Ayumu Murase (anime)
Nikka (ニッカ)
Voix japonaise : Masakazu Morita (anime)
Mifa (ミファ)
Voix japonaise : Yoko Hikasa (anime)
Song Ryang-ha (ソン・リャンハ, Son Ryanha)
Voix japonaise : Toshiki Masuda, voix française : >

## Manga
Love of Kill est un manga scénarisé et illustré par Fe. L'autrice publie tout d'abord l'histoire sur Pixiv sous le titre I Wanted to Read a Manga About an Assassin Couple in Love so I Started Drawing One (殺し愛カップル漫画が読みてぇなぁと思ってたらなんか書き始めてた, Koroshiai Kappuru Manga ga Yomitē nā to Omotteta kara Nanka Kaki Hajimeteta) en octobre 2012 où elle est vue plus de 5.4 millions de fois. Fe publie également une suite intitulée A Short Story About the Assassin Couple in Love Manga that I Just Wanted to Read About (殺し愛カップル漫画が読みたいだけの小話, Koroshiai Kappuru Manga ga Yomitai Dake no Shōsetsu). Trois ans après que les histoires soient parues, elles sont prépubliées dans le magazine Monthly Comic Gene à partir d'octobre 2012. En novembre 2022, la série s'approche de son dénouement et se termine en janvier 2023. La série est publiée au format tankōbon par Media Factory avec un total de treize volumes sortis entre le 26 mars 2016 et le 26 janvier 2023.
Une série dérivée intitulée After the File se déroulant après l'histoire originale est prépubliée dans le même magazine entre le 15 mai 2023 et le 15 février 2024,. Le volume relié sort en tant que 14e volume de la série principale le 27 février 2024.
Une adaptation sous la forme d'un drama-CD accompagne le numéro de mars 2018 du Monthly Comic Gene, sorti le 15 février 2018.
En octobre 2020, la série est licenciée pour une sortie en version anglaise publiée en Amérique du Nord par Yen Press avec un premier volume sorti le 30 mars 2021. La version française est publiée par Dupuis sous son label Vega avec un premier tome sorti le 3 mai 2024.

### Liste des volumes
| no | Japonais         | Japonais          | Français       | Français          |
| no | Date de sortie   | ISBN              | Date de sortie | ISBN              |
| -- | ---------------- | ----------------- | -------------- | ----------------- |
| 1  | 26 mars 2016     | 978-4-04-068238-9 | 3 mai 2024     | 978-2-3795-0600-0 |
| 2  | 27 octobre 2016  | 978-4-04-068570-0 | 5 juillet 2024 | 978-2-3795-0601-7 |
| 3  | 27 avril 2017    | 978-4-04-069159-6 |                |                   |
| 4  | 27 octobre 2017  | 978-4-04-069478-8 |                |                   |
| 5  | 27 avril 2018    | 978-4-04-069831-1 |                |                   |
| 6  | 25 octobre 2018  | 978-4-04-065192-7 |                |                   |
| 7  | 27 avril 2019    | 978-4-04-065652-6 |                |                   |
| 8  | 26 octobre 2019  | 978-4-04-064085-3 |                |                   |
| 9  | 27 juin 2020     | 978-4-04-064561-2 |                |                   |
| 10 | 25 décembre 2020 | 978-4-04-680044-2 |                |                   |
| 11 | 27 juillet 2021  | 978-4-04-680554-6 |                |                   |
| 12 | 26 mars 2022     | 978-4-04-681236-0 |                |                   |
| 13 | 26 janvier 2023  | 978-4-04-682071-6 |                |                   |
| 14 | 27 février 2024  | 978-4-04-683212-2 |                |                   |

## Série d'animation

Logo international de lanime.

Le 11 décembre 2020, Kadokawa annonce la production d'une adaptation du manga en série d'animation japonaise. La série est animée par le studio Platinum Vision et réalisée par Hideaki Ōba, avec Ayumu Hisao en tant que scénariste, Yōko Satō au chara-design et Kei Yoshikawa en tant que compositeur de la musique. Les douze épisodes sont diffusés au Japon entre le 13 janvier et le 31 mars 2022 sur Tokyo MX et d'autres chaines,,. Le générique d'ouverture est Midnight Dancer interprété par Toshiki Masuda et le générique de fin Makoto Period interprété par Aika Kobayashi. La série est licenciée par Crunchyroll avec une sortie doublée en anglais le 23 février 2022,.

### Liste des épisodes
| No | Titre en français            | Titre original    | Date de 1re diffusion |
| -- | ---------------------------- | ----------------- | --------------------- |
| 1  | Pas de traduction officielle | What's Your Name? | 13 janvier 2022       |
| 2  | Pas de traduction officielle | Target            | 20 janvier 2022       |
| 3  | Pas de traduction officielle | Room              | 27 janvier 2022       |
| 4  | Pas de traduction officielle | Real Face         | 3 février 2022        |
| 5  | Pas de traduction officielle | Limit             | 10 février 2022       |
| 6  | Pas de traduction officielle | Dark Dream        | 17 février 2022       |
| 7  | Pas de traduction officielle | Bullet            | 24 février 2022       |
| 8  | Pas de traduction officielle | Confusion         | 3 mars 2022           |
| 9  | Pas de traduction officielle | A War Trigger     | 10 mars 2022          |
| 10 | Pas de traduction officielle | Help              | 17 mars 2022          |
| 11 | Pas de traduction officielle | Worst             | 24 mars 2022          |
| 12 | Pas de traduction officielle | My Name           | 31 mars 2022          |